# ألوها

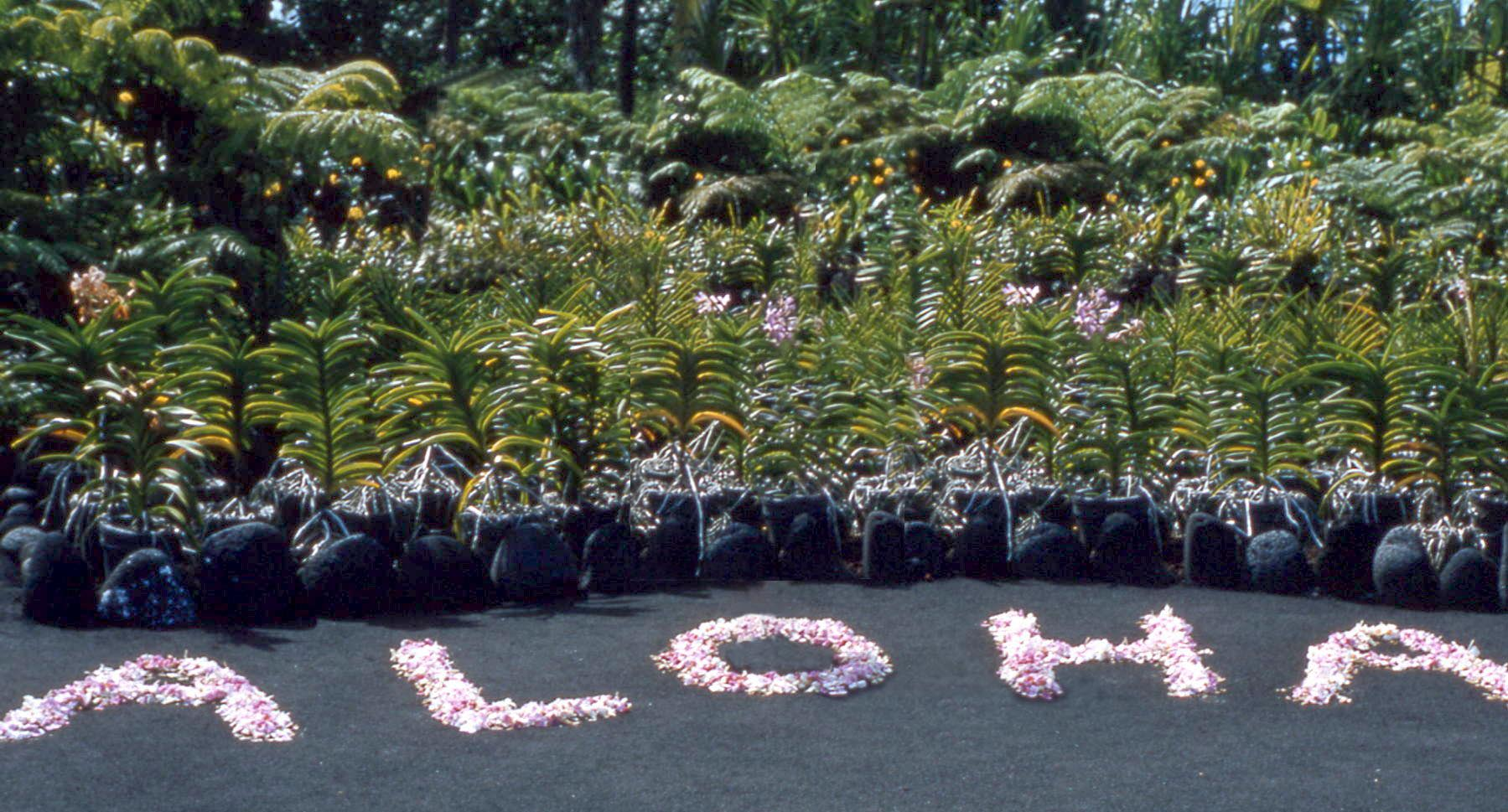
زهور مرتبة على شكل كلمة ألوها

ألوها هي كلمة هاواوية ترمز لثلاث كلمات وهي : العاطفة والمحبة والسلام. منذ منتصف القرن التاسع عشر بدأت تستعمل في اللغة الإنجليزية للدلالة على الوداع (بالإنجليزية: Goodbye) والترحيب (بالإنجليزية: Hello). وحاليا ما تستخدم كبديل لمرحبًا. ولها أهمية ثقافية وروحية أعمق للهاوايين الأصليين.